# ميروسلافا ميلينوفيتش
ميروسلافا ميلينوفيتش هي سيريلية صربية، المولودة في 11 حزيران 1963، خبيرة اقتصادية صربية ومحاسبة جنائية. كما كانت عضوًا في مجلس مكافحة الفساد في صربيا من عام 2012 حتى استقالتها في عام 2016.

## حياتها وتعليمها
ولدت في 11 حزيران 1963، وتخرجت من كلية الاقتصاد، جامعة بلغراد في عام 1984. وفي عام 2004، حصلت على شهادة أخصائي معتمد في مكافحة الإرهاب والجريمة المنظمة، من كلية العلوم السياسية بجامعة بلغراد.

## وظيفة
وفي عام 2002، عملت كمستشارة خاصة لوزير المالية بوزيدار ديليتش، وذلك بشكل رئيسي في إدارة إعادة هيكلة المؤسسات العامة.
ومنذ عام 2007، عملت كخبيرة في المحاماة عن صربيا بتوصية من وزارة العدل في الولايات المتحدة.
ومنذ عام 2012، كانت عضواً في مجلس مكافحة الفساد في صربيا. وفي عام 2013، عملت مستشارة خاصة لوزير الاقتصاد ساشا رادولوفيتش.
وقد سميت بشخصية عام 2015، من قِبَل بعثة منظمة الأمن والتعاون في أوروبا ''OSCE''، في صربيا، لمساهمتها في مكافحة الفساد وتعزيز حرية وسائل الإعلام.
بعد استقالتها من منصبها في مجلس مكافحة الفساد في صربيا، في عام 2016 انضمت إلى الحزب السياسي كفى "Enough is Enough" وأصبحت نائبة رئيس الحزب.

## روابط إضافية
- Miroslava Milenović باللغة الصربية
- Miroslava Milenović, jedina finansijska forenzičarka u Srbiji باللغة الصربية
- mmpoaro على تويتر.